# Georgij Štakel'berg
Barone Georgij Karlovič Štakel'berg, in russo Георгий Карлович Штакельберг? (Põlva, 30 luglio 1851 – San Pietroburgo, 1913), è stato un generale russo.

## Biografia

### I primi anni
Il giovane Štakel'berg discendeva da un'antica famiglia nobile appartenente all'etnia tedesca del Baltico (Stackelberg); suo padre era il barone Karl Štakel'berg (1816-1909), proprietario terriero in Estonia, allora provincia dell'impero russo. Štakel'berg, figlio cadetto della famiglia,  fu ammesso nel  1862 alla Scuola militare Nicola I di Mosca, uscendone tenente di cavalleria.

### Le campagne nell'Asia centrale
Dal 1874 al 1876 Štakel'berg fu uno dei comandanti del Reggimento cosacchi di Semireče e si distinse durante la conquista del Khanato di Khiva, una delle tappe principali della conquista dell'Asia centrale; successivamente partecipò alla spedizione di Kokand del 1875, sotto il generale Kostantin von Kaufman: Štakel'berg fu gravemente ferito durante il combattimento, rischiando la vita più di una volta e, tratto in salvo con difficoltà, fu proposto per numerose decorazioni, rifiutandole però tutte. Durante la guerra fu anche catturato dai turchi, consegnandosi spontaneamente per salvare la vita di uno dei suoi uomini ma venne liberato prima della fine del conflitto. Questo episodio lo rese celebre in tutto l'esercito, specialmente nelle truppe cosacche, che lo considerarono un eroe.
Promosso capitano ed in seguito maggiore e tenente colonnello, il 16 agosto 1886 ricevette il comando del XXV Reggimento Dragoni a Kazan', detenendolo fino al 5 dicembre 1890. In occasione della promozione a colonnello, il 3 dicembre 1897 fu assegnato alla XV Divisione di Cavalleria dei Cosacchi del Transcaspio.

### La rivolta dei Boxer
Štakel'berg comandò la X Divisione di Cavalleria durante la repressione della rivolta dei Boxer e durante l'occupazione della Manciuria; dopo la guerra fu promosso maggior generale e comandante in capo del II Corpo d'Armata siberiano e successivamente, nel 1902 del I Corpo di cavalleria.

### La guerra russo-giapponese
Dal 5 aprile 1904, durante la guerra russo-giapponese Stackelberg comandò il I Corpo Siberiano, composto quasi esclusivamente da cosacchi e tartari, comandando il contingente russo alla battaglia di Te-li-Ssu, venendo però sconfitto dal generale giapponese Yasukata Oku. Ignorando gli ordini del comandante in capo Kuropatkin, inesperto e indeciso, Štakel'berg riuscì però a riabilitarsi scacciando la Seconda Armata Giapponese, una delle poche vittorie dell'esercito russo durante la guerra. Venne però presto battuto nuovamente dal generale Oku durante la battaglia di Sandepu, riuscendo però a ritirarsi senza contrarre troppe perdite. Rifiutando di obbedire agli ordini dell'incapace Kuropatkin.

### Epilogo e giudizi
Štakel'berg venne rimosso dal comando per insubordinazione e rimandato a San Pietroburgo. Nonostante ciò venne insignito dell'Ordine di San Giorgio per i suoi meriti e si ritirò dall'esercito. Il barone Štakel'berg è considerato uno degli ultimi generali russi della vecchia scuola, carismatico, amato dai soldati e coraggioso comandante di cavalleria pronto a mettere e repentaglio la sua vita.